# Сяо Чжао
Ся́о Чжа́о (кит. 萧照, пиньинь Xiāo Zhào; второе имя Дун Шэн (кит. трад. 東生, упр. 东生, пиньинь Dōng Shēng); известен в 1130 – 1160 гг.) – китайский художник.

## Биография
Точная дата рождения Сяо Чжао неизвестна, известно лишь, что он был уроженцем уезда Хоцзэ (современный уезд Янчэн провинции Шаньси). Сведения о его жизни отрывочны.
Карьера Сяо Чжао пришлась на бурный период в китайской истории, когда весь север страны был захвачен чжурчжэнями, а правящая династия бежала на юг Китая, создав там государство известное в истории как Южная Сун. Прежний император — Хуэй-цзун (1100 −1126) был захвачен в плен. Новый император Гао-цзун (1127—1162), спасаясь от чжурчжэней, достиг безопасного места в г. Наньцзин, который стал временной столицей в 1127—1138 годах. Страна в это время погрузилась в хаос, прежние порядки не поддерживались. Процветал бандитизм.
Многие патриотически настроенные чиновники, учёные и монахи бежали от чжурчжэней и укрылись в горах. Среди них был и художник Сяо Чжао. Исторические источники сообщают, что для того, чтобы прокормиться, он в этот период разбойничал в горах Тайхан. После того, как его банда захватила известного сунского живописца Ли Тана, Сяо Чжао изменил свой образ жизни, стал его учеником и последовал за мастером на юг в Наньцзин (по сообщениям историков, он был настолько поражён, что в багаже у мастера оказались только инструменты для живописи, что это перевернуло все его представления о жизни).
В результате захвата чжурчжэнями прежняя столица г. Бяньлян была разграблена. Многие произведения живописи оказались в неизвестных руках. Император Гао-цзун, который сам был неплохим каллиграфом и поэтом, предпринял меры для восстановления прежних императорских институтов, в частности Академии живописи и императорского собрания живописи. Для её пополнения Гао-цзун открывал пункты скупки художественных ценностей на границе и даже засылал агентов к чжурчжэням для того, чтобы они скупали и возвращали эти ценности во вновь воссозданные национальные коллекции. После того, как император перенёс столицу из Наньцзина в г. Ханчжоу (1138г), и основал там хранилище искусства, известное как Шишушэн, эта работа была особенно актуальной.
Поскольку Сяо Чжао числился в Академии Живописи в ранге «дайчжао» (ожидающий императорских указаний), то вполне вероятно, что прежде, чем он достиг этого высокого ранга, ему тоже пришлось участвовать в налаживании работы воссозданных императорских институтов, а не только заниматься написанием картин. В списках южносунской Академии Живописи его имя фигурирует в 1130—1360-х гг., а ранг дайчжао подразумевал, что Сяо Чжао, кроме прочего, занимался обучением молодых художников, обычно имевших в Академии Живописи нижний ранг «сюэшэн» (студент, ученик).
Дата смерти художника неизвестна.

## Творчество.
Сяо Чжао считают учеником и продолжателем живописной манеры Ли Тана. Подобно Ли Тану он работал в двух основных жанрах – пейзаже (шаньшуй) и живописи фигур (жэньу). Его современник Чжан Чжоу писал, что работы Сяо похожи на свитки Ли Тана, но в то же время отличаются от них тем, что с помощью особой  техники наложения туши художник достигал более точной передачи всех изображённых предметов. Более поздняя критика отмечала, что в его работах есть сходство с произведениями Ли Тана и Дун Юаня («… Сяо Чжао ухватил стиль Дун Юаня, но сделал мазки кисти более сильными и энергичными».)
Действительно, в самом известном из дошедших до нас пейзажей мастера «Цитадель на пол пути в гору» (179х112см; Гугун Тайбэй) видна энергичная работа кистью, которую обозначали как «выскребание морщин железом» - этими мазками сформирована текстура горы так, что она выглядит старой, крепкой и выстоявшей всем стихиям назло. В остальном это произведение вписывается в ту стилистику, которая была характерна для южносунской Академии Живописи времён директорства Ли Тана.
Другой пример – расписной веер «Мангровое дерево у горы» (28х28см, Музей Провинции Ляонин, Шэньян) – произведение малого формата, который был особенно популярен в южно-сунский период. В нём можно видеть всех основных участников аналогичных миниатюрных пейзажей Ли Тана: гору, осенние деревья и одинокую лодку с рыбаком.
Ещё одна небольшого формата работа – альбомный лист «Путники на горной тропе» (Гугун, Тайбэй) технически близка произведениям Фань Куаня. Это может свидетельствовать, либо о том, что Сяо Чжао в своём творчестве использовал не только приёмы Ли Тана и Дун Юаня, либо о том, что прав историк искусства Джеймс Кэхилл, который считал эту работу произведением неизвестного минского художника, несмотря на то, что рядом есть надпись о её принадлежности кисти Сяо Чжао.
Художнику приписывают также ряд свитков с сюжетами на исторические темы. В критическом индексе Джеймса Кэхилла перечислены 14 работ Сяо Чжао, но, вероятно, в действительности их больше.